# Dekanat Sieniawa
Dekanat Sieniawa – dekanat wchodzący w skład archiprezbiteratu jarosławskiego w archidiecezji przemyskiej. 

## Historia
Dekanat Sieniawa został utworzony w 1931 roku, przez bpa Anatola Nowaka. W jego skład weszły parafie z wydzielonego terytorium dekanatów:
- jarosławskiego: Sieniawa, Kolonia Polska, Majdan Sieniawski, Mołodycz, Radawa.
- leżajskiego: Piskorowice[2].

18 maja 2003 roku decyzją abpa Józefa Michalika do dekanatu przyłączono parafię Tryńcza z dekanatu Przeworsk I, a parafia Piskorowice została wyłączona do dekanatu Leżajsk I.
Dziekani dekanatu:
1931–1949. ks. Henryk Uchman (w Sieniawie).
1949–1958. ks. Jan Poręba (w Piskorowicach).
1958–1984. ks. prał. Antoni Pankiewicz (w Majdanie Sieniawskim).
1984–?. ks. Zdzisław Kalinowski (w Dobrej).
?–2020. ks. prał. Edward Piekło (w Majdanie Sieniawskim).
2020– nadal ks. Jan Grzywacz (w Sieniawie).

## Parafie
- Cieplice - Rudka – pw. św. Piotra i Pawła
  - Rudka – kościół filialny pw. Narodzenia Najświętszej Maryi Panny
- Dobra – pw. Najświętszego Serca Pana Jezusa
  - Czerce – kościół filialny pw. Matki Bożej Częstochowskiej
  - Dobra (Twarde) – kaplica filialna pw. Matki Bożej Nieustającej Pomocy
- Kolonia Polska – pw. św. Stanisława Biskupa
  - Dąbrowica – kościół filialny pw. św. Michała Archanioła
- Krasne – pw. św. Judy Tadeusza
  - Adamówka – kościół filialny pw. Matki Bożej Królowej Rodziny
- Majdan Sieniawski – pw. św. Mikołaja Biskupa
  - Majdan Sieniawski-Końska Ulica – kościół filialny pw. Miłosierdzia Bożego
- Manasterz – pw. Matki Bożej Pocieszenia
  - Czerwona Wola – kaplica filialna pw. Matki Bożej Królowej Polski
- Mołodycz-Grobla – pw. Niepokalanego Serca Najświętszej Maryi Panny
  - Mołodycz-Kupinie – kościół filialny
- Radawa – pw. św. Anny
  - Cetula – kościół filialny pw. św. Antoniego
- Sieniawa – pw. Wniebowzięcia Najświętszej Maryi Panny
  - Leżachów – kościół filialny pw. Podwyższenia Krzyża Świętego
  - Pigany – kościół filialny pw. św. Maksymiliana Marii Kolbego
- Tryńcza – pw. św. Kazimierza
  - Głogowiec – kościół filialny pw. Najświętszej Maryi Panny Matki Kościoła

## Zgromadzenia zakonne
- Sieniawa – ss. Służebniczki Starowiejskie (1893)[8][9]
- Czerwona Wola – ss. Służebniczki Starowiejskie (1892)[10][11]
- Tryńcza – ss. Służebniczki Starowiejskie (1940)[12]